# Dreamarena

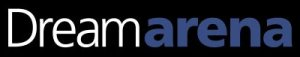
logo di Dreamarena.

Dreamarena è stato un servizio internet offerto dalla compagnia videoludica SEGA per console Dreamcast come hub per il mercato europeo.
Si tratta del server europeo di SegaNet.

## Descrizione
All'interno del Dreamcast era presente un modem da 33.6 kbit a sec, che consente alla macchina l'accesso ad internet dando la possibilità al giocatore di utilizzare diversi servizi presenti in rete, tra cui la possibilità di giocare online tramite il multigiocatore.

## Storia
Il server venne aperto il 14 ottobre del 1999, e prevedeva che i dati degli host iscritti non venissero pubblicati e visualizzati sul PC e per utilizzo non vi era nessun tipo di abbonamento dedicato, in questo modo gli utenti non erano vincolati ad una tariffa specifica.
Il servizio è stato creato per conto di SEGA Europe in collaborazione con le compagnie ICL e BT ed altri investitori che contribuirono allo sviluppo di connessioni dial-up per il sito dedicato, siccome all'epoca si era ancora agli albori della rete internet.
Alcuni giochi della piattaforma utilizzano GameSpy per le modalità di multigiocatore.

## Chiusura del server
il servizio di Dreamarena venne chiuso il 28 febbraio del 2003 per gli stessi motivi della sua equivalente americana e nipponica SegaNet, a differenza che quest'ultima chiuse i server dedicati un anno prima.
Nonostante la sua chiusura ufficiale, esiste ancora un server ad essa dedicato.

## Sponsorizzazioni
Dreamarena e Dreamcast furono gli sponsor della società calcistica UC Sampdoria dal 1999 al 2001.